# Tinadendron kajewskii
Tinadendron kajewskii är en måreväxtart som först beskrevs av André Guillaumin, och fick sitt nu gällande namn av Achille. Tinadendron kajewskii ingår i släktet Tinadendron och familjen måreväxter.
Artens utbredningsområde är Vanuatu. Inga underarter finns listade i Catalogue of Life.